# 扶桑略記

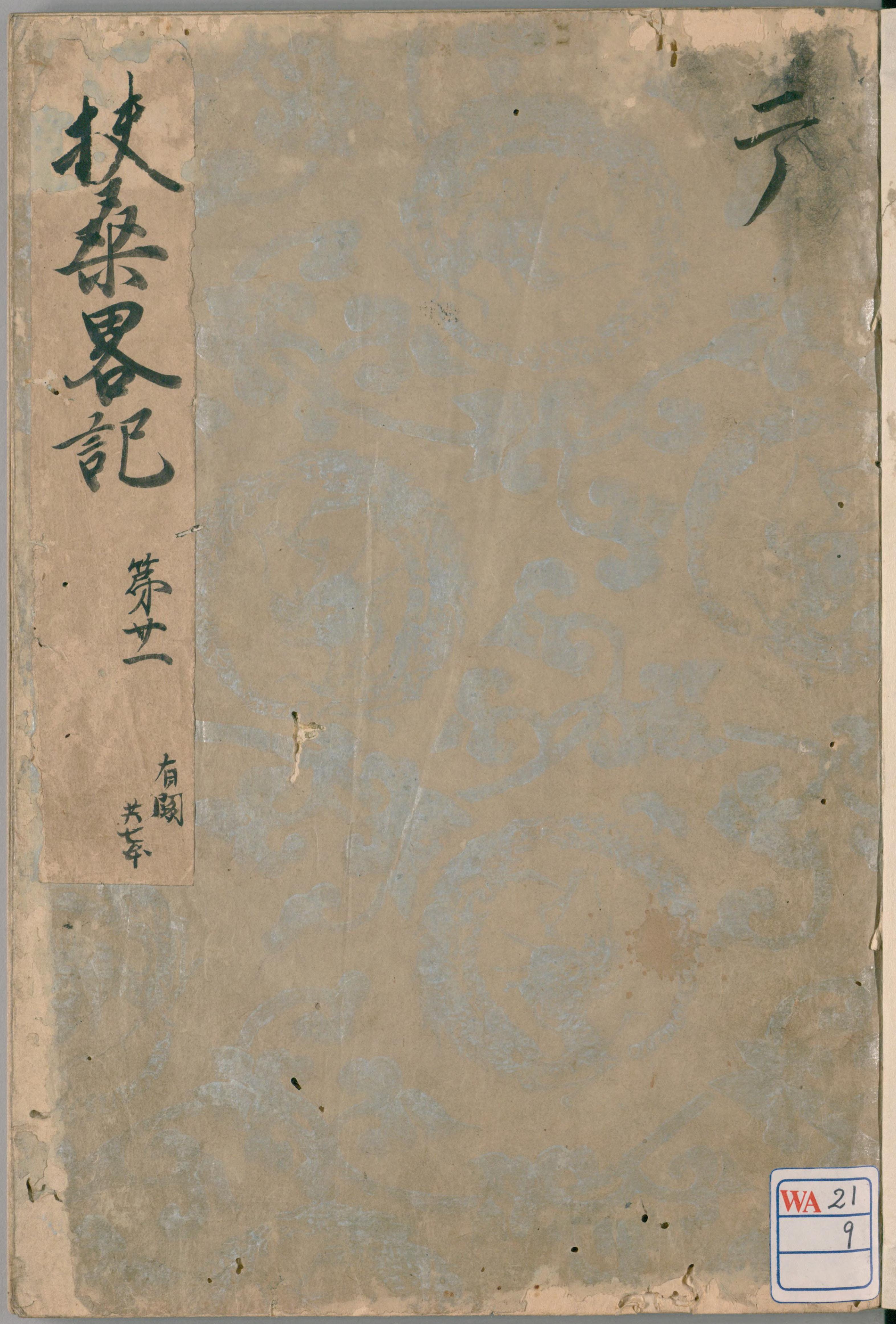
『扶桑略記』第21巻

『扶桑略記』（ふそうりゃくき）は、平安時代の私撰歴史書。総合的な日本仏教文化史であるとともに六国史の抄本的役割を担って後世の識者に重宝された。
寛治8年（1094年）以降の堀河天皇代に比叡山功徳院の僧・皇円が編纂したとされるが、異説もある。全30巻よりなり、このうち巻二から六、巻二十から三十の計16巻と、巻一および巻七から十四の抄記が現存する。
内容は、神武天皇より堀河天皇の寛治8年（1094年）3月2日までの国史について、帝王系図の類を基礎に和漢年代記を書入れ、さらに六国史や『慈覚大師伝』などの僧伝・流記・寺院縁起など仏教関係の記事を中心に、漢文・編年体で記している。多くの典籍を引用していることは本書の特徴の一つであるが、その大半が今日伝存せず、出典の明らかでない記事も当時の日記・記録によったと思われる。『八幡宇佐宮御託宣集』・『水鏡』・『愚管抄』など鎌倉時代の歴史書にもしばしば引用され、後世に与えた史的意義は大きい。
「善光寺縁起」に関して初めて記述した書物である。